# Lasiococca locii
Lasiococca locii är en törelväxtart som beskrevs av Thin. Lasiococca locii ingår i släktet Lasiococca och familjen törelväxter.
Artens utbredningsområde är Vietnam. Inga underarter finns listade i Catalogue of Life.